# Gustave Glotz
Gustave Glotz, född 17 februari 1862 i Haguenau, död 16 april 1935 i Paris, var en fransk antikhistoriker.
Glotz blev 1907 professor vid Sorbonne. Han ägnade sig uteslutande åt den grekiska historien och lämnade ett flertal viktiga bidrag till förståelsen av det gammalgrekiska samhällets sociala och juridiska struktur. Bland hans arbeten märks L’ordalie dans la Grèce primitive (1904), La solidarité de la famille dans le droit criminel en Grèce (1904), Études sociales et juridiques sur l’antiquité grecque (1906), Le travail dans la Grèce ancienne (1920), La civilisation égéenne (1923) och La cité grecque (1928), det sistnämnda ett försök till sammanfattande framställning av den grekiska staten som en organisk enhet med den ekonomiska verksamheten som utvecklingens huvudfaktor. I det av honom ledda samlingsverket Histoire générale började Glotz behandla Greklands historia (Histoire grecque, 2 band, 1925–1931). Han han dock inte avsluta detta arbete. År 1932 hedrades Glotz med en festskrift, Mélanges Gustave Glotz.